# Minamoto no Yoritomo
Minamoto no Yoritomo (源 頼朝, 9 de maio de 1147—9 de fevereiro de 1199) foi o fundador e o primeiro xogum do Período Kamakura ou Xogunato Kamakura do Japão, governando no período de 1192 até 1199.

## Biografia

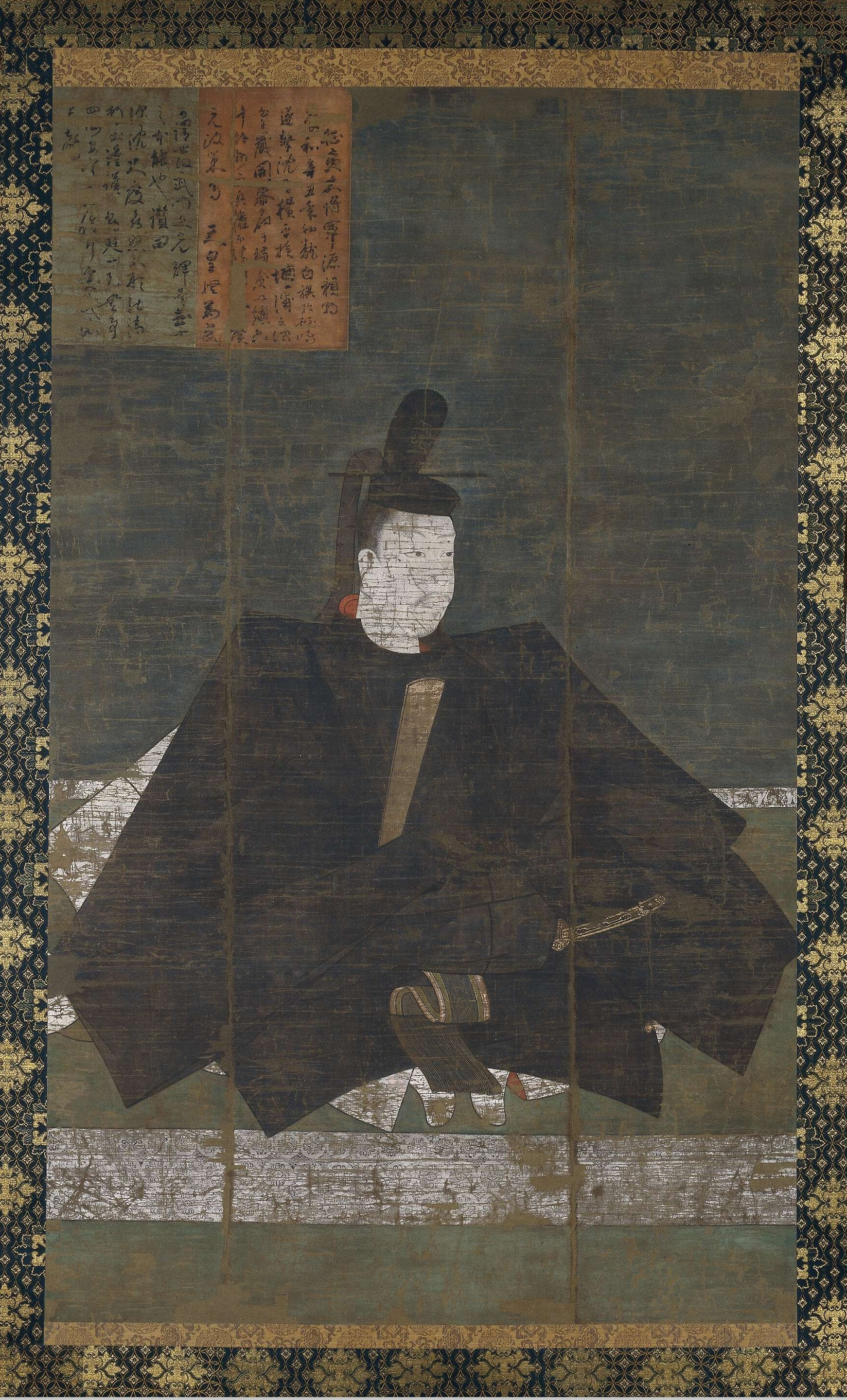
Minamoto no Yoritomo pintura de rolagem, final do século 14

Segundo fontes históricas Yoritomo nasceu em Atsuta-ku, Nagoya, província de Owari. Membro do clã Minamoto, Yoritomo foi banido em sua juventude como consequência das revoltas do seu pai contra a reinante clã Taira. No exílio Yoritomo encontrou apoio para sua causa em Hōjō Tokimasa e em 1185 derrotou os Taira.
Em 1192, o imperador enclaustrado concedeu a Minamoto o título de xogum, o que o converteu na suprema autoridade de todas as forças militares do país. Yoritomo introduziu os seus próprios governantes (Shugo) e representantes (Jitō) em todo o Japão, como consequência disto foi criada uma infraestrutura governamental para competir com a corte imperial, superando-a progressivamente.
Yoritomo foi, assim, capaz de governar sem realmente derrubar o imperador e desenvolveu um padrão a seguir pelos futuros xogunatos.